# PQRST-sleutel
De PQRST-sleutel (Product, Quantity, Route, Service, Time) wordt toegepast bij verbeteringen van de goederenstroom, zoals bij beslissingen over (nieuwe) inrichting van ruimtes.
Het verzamelen van gegevens op basis van verschillende onderdelen van de PQRST-sleutel levert belangrijke informatie die kan leiden tot het ontwerp van een goed georganiseerd magazijn.

## Product
Welke producten worden er opgeslagen en eventueel omgepakt en verzameld? Of deze producten gemakkelijk intern getransporteerd kunnen worden, is onder andere afhankelijk van:
- Soort product
- Soort verpakking
- Soort eenheidslast
- Aanwezige interne transportmiddelen.

## Quantity (hoeveelheid)
Hoeveel goederen worden er opgeslagen, getransporteerd en verzameld?
- Gemiddelde opgeslagen hoeveelheid per product,
- Hoeveelheid die gemiddeld per uur verzameld of opgeslagen moet worden,
- Hoeveelheid per eenheidslast.

## Route
- Waar moeten de goederen binnenkomen?
- Via welke route moeten de goederen worden opgeslagen?
- Via welke route moeten de orders worden verzameld?
- Waar moeten de zendingen worden neergezet?

## Support (ondersteuning)
De S staat voor Support, Service of ondersteunende diensten. Ondersteunende diensten zijn bijvoorbeeld de reparatieafdeling voor interne transportmiddelen, administratie en de verkoopdienst. Ook de plaats binnen de groothandel voor deze afdelingen valt onder ondersteunende diensten.

## Time (tijd)
- Wanneer moeten de producten binnenkomen?
- In welke volgorde moeten de producten binnenkomen?
- Hoe snel moeten de producten worden verpakt of omgepakt?
- Hoe snel moeten de producten worden opgeslagen?
- Wanneer moeten welke orders zijn verzameld?
- Hoe veel tijd kost het in ontvangst nemen van de goederen?
- Hoe veel tijd kost het opslaan van goederen?
- Hoe lang liggen de goederen ongeveer in het magazijn?
- Hoe lang doet men over het verzamelen van een order?